# Setina
Setina là một chi bướm đêm trong họ Erebidae.

## Các loài
- Setina alpestris Zeller, 1865
- Setina atroradiata Walker, 1864
- Setina aurata Menetries, 1832
- Setina aurita Esper, 1787
- Setina cantabrica de Freina & Witt, 1985
- Setina flavicans (Geyer, 1836)
- Setina irrorella Linnaeus, 1758
- Setina roscida (Denis & Schiffermüller, 1775)